# Stout
Stout o stout porter, literalment porter forta en anglès, és un estil de cervesa tipus ale, negra, amb altes proporcions de malta torrefacta, originari de les Illes Britàniques. L'estil stout va sorgir a partir de l'estil porter, diferenciant-se'n definitivament al s. XIX, i ha donat lloc al seu temps a altres estils o subestils com ara la stout imperial, l'oatmeal stout, la coffee stout o la milk stout.
A Anglaterra, i en general a la resta del món, el terme stout denota una cervesa negra més fosca, més amargant, més alcohòlica i amb més cos que una porter; a Irlanda però, on la stout és la cervesa negra per excel·lència, el terme refereix sobretot a un estil de cervesa negra lleugerament més cremosa però decididament més fosca que una porter, servida preferentment de tirador amb una abundant i persistent escuma, la popular Guinness s'autodefineix com a stout.
Durant el segle xviii el terme stout s'emprava per qualificar una cervesa forta, l'aplicació de l'adjectiu no es limitava a les cerveses tipus porter i es podia aplicar a altres menes de cervesa (podien trobar-se stout pale ales, per exemple). Més tard el mot va anar aplicant-se exclusivament a cerveses porter a la vegada que esdevenia sinònim de fosca. A la segona meitat del segle xix era habitual que una fàbrica produís una versió més suau o porter i una versió més forta o stout de la mateixa cervesa tot separant un mateix mot segons les diferents concentracions de malta.
La stout fou molt popular a principis del segle XX i hom pensava que el seu consum era saludable i enfortidor. Excepte a Irlanda, on continua sent la cervesa més beguda, la seva popularitat caigué amb l'adveniment de les pale ale. Des dels anys 70 però, torna a ser cada vegada més valorada. A principis del segle xxi es produeixen stouts a tots els països cervesers del món.